# Jacana jacana

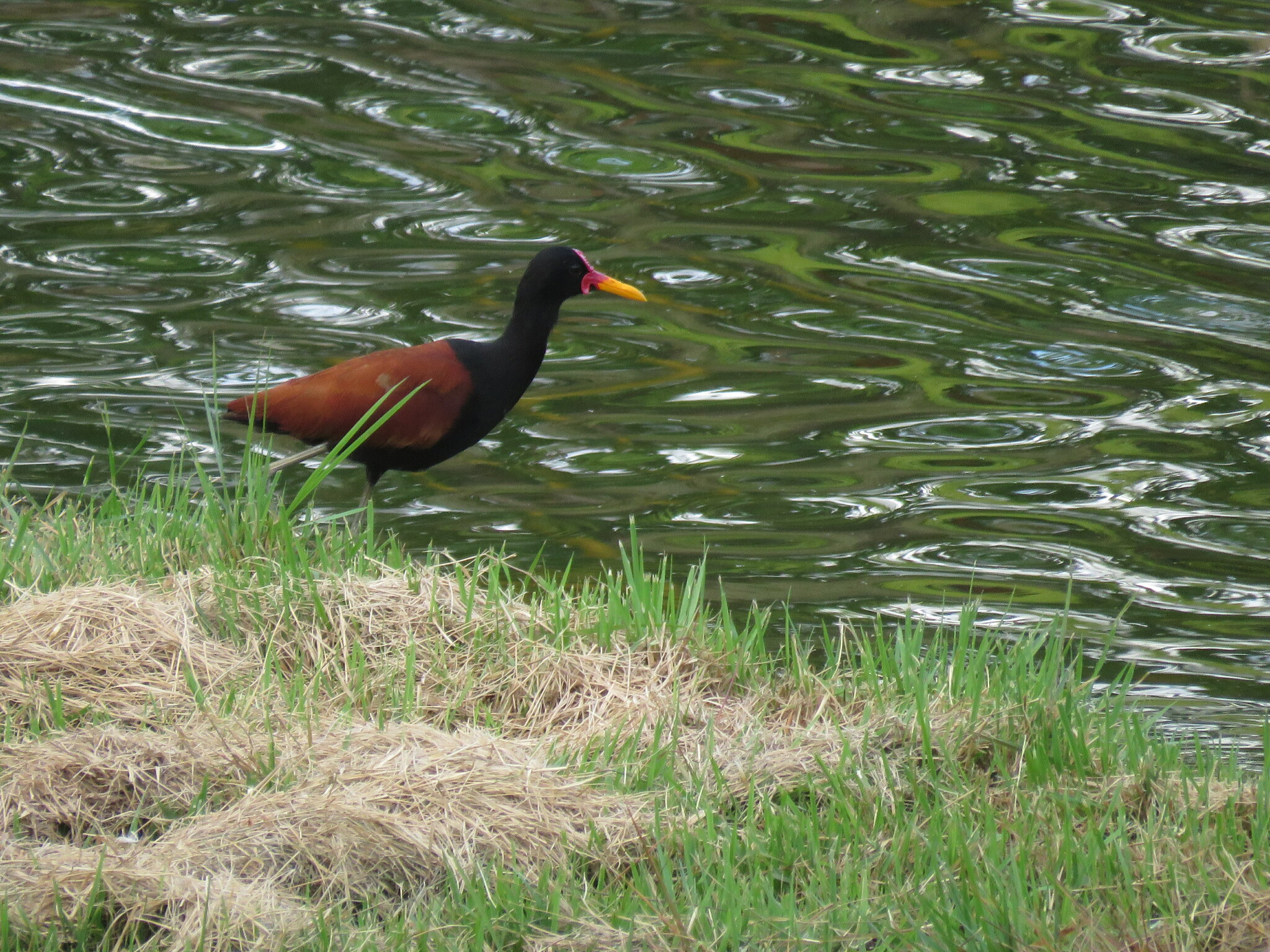
Jacana jacana

La jacana común (Jacana jacana), también conocida como tuqui tuqui,  gallareta o jacana suramericana, es una especie de ave caradriforme de la familia Jacanidae habitual en los humedales de Sudamérica y Panamá. La hembra es más grande que el macho y forma harenes de hasta 4 y 5 machos.

## Subespecies
Se reconocen las siguientes subespecies:
- Jacana jacana hypomelaena (G.R. Gray, 1846)
- Jacana jacana intermedia (P.L. Sclater, 1857)
- Jacana jacana jacana (Linnaeus, 1766)
- Jacana jacana melanopygia (P.L. Sclater, 1857)
- Jacana jacana peruviana Zimmer, 1930
- Jacana jacana scapularis Chapman, 1922